# Apogonia aruensis
Apogonia aruensis är en skalbaggsart som beskrevs av Moser 1913. Apogonia aruensis ingår i släktet Apogonia och familjen Melolonthidae. Inga underarter finns listade i Catalogue of Life.